# Pseudagrion thenartum
Pseudagrion thenartum är en trollsländeart som beskrevs av Fraser 1955. Pseudagrion thenartum ingår i släktet Pseudagrion och familjen dammflicksländor. IUCN kategoriserar arten globalt som livskraftig. Inga underarter finns listade i Catalogue of Life.